# Francesco Savio
Francesco Savio, pseudonimo di Francesco Pavolini (Siena, 15 dicembre 1925 – Roma, 26 ottobre 1976), è stato un critico cinematografico, regista e sceneggiatore italiano.

## Biografia
Discendente della famiglia Pavolini, figlio di Corrado Pavolini, nipote di Alessandro Pavolini e fratello di Luca Pavolini, da sempre interessato alle arti sceniche e cinematografiche, nel 1945 si iscrive ai corsi di regia all'Accademia nazionale d'arte drammatica, dove sarà compagno di studi di Elio Pandolfi, Mario Ferrero, Bice Valori, Rossella Falk; diplomatosi nel 1948, intraprende subito l'attività di aiuto regista per il teatro, ma anche quella di critico cinematografico collaborando a varie pubblicazioni.
Nel 1950 entra, sempre come regista e sceneggiatore, presso la sede di Roma della Radio Rai, seguendo le orme del padre, dove dirige alcune commedie e programmi culturali scrivendo anche i soggetti e testi; ma la sua attività prevalente, negli anni, sarà quella di storico e critico cinematografico, collaborando all'Enciclopedia dello spettacolo diretta da Silvio D'Amico ed al Filmlexicon.
Grande conoscitore del cinema italiano degli anni '30, nel 1973-1974, sempre per conto della Radio Rai, realizza una serie di trasmissioni andate in onda negli anni 1975/76 sul Secondo cinema italiano, dall'inizio del sonoro sino al 1943, composte da centinaia di interviste ai protagonisti di quel periodo che contribuirono secondo la loro attività a produrre in 22 anni oltre 800 pellicole. Attori, registi, sceneggiatori, cineoperatori, produttori si alternano davanti al microfono per rispondere alle sue domande, realizzando così una serie di documenti sonori, grazie ai quali per la prima volta gli ascoltatori avranno la possibilità di conoscere a fondo un periodo del cinema sino ad allora poco conosciuto anche per ragioni politiche.
Da questa serie di trenta trasmissioni trarrà origine l'opera Cinecittà Anni Trenta. Parlano 116 protagonisti del secondo cinema italiano, edita postuma in tre volumi nei quali vengono pubblicate le 116 più importanti tra le interviste che Savio ha realizzato tra il 1973 ed il 1974 (in realtà le interviste pubblicate sono 114 perché due interlocutori vengono indicati, ma si sono rifiutati di rispondere, come Alida Valli). Altra opera fondamentale per la conoscenza della cinematografia italiana di quel periodo è il volume che Savio dà alle stampe nel 1975, Ma l'amore no: realismo, formalismo, propaganda e telefoni bianchi nel cinema italiano di regime 1930-1943, contenente le schede analitiche di tutte le pellicole italiane realizzate nel periodo.
Nel 1976, ad appena 53 anni, decide di mettere fine alla propria vita: dopo aver inviato al quotidiano Il Messaggero di Roma il proprio necrologio, si suicida con il gas.

## Prosa televisiva Rai
- Il ciambellone, di Achille Campanile, regia di Francesco Savio, trasmessa il 10 novembre 1956.

## Programmi radiofonici Rai
- Il girasole, programma mosaico a cura di Francesco Savio e Francesco Forti, registi diversi, dal 26 febbraio 1973 al 25 giugno 1975.
- I tre moschettieri, di Alexandre Dumas padre, riduzione e adattamento di Francesco Savio, Andrea Camilleri e Flaminio Bollini, regia di Andrea Camilleri, 20 puntate, dal 19 novembre al 14 dicembre 1973.
- Il secondo cinema italiano, di Francesco Savio, primo ciclo di 15 puntate, dal 21 luglio al 22 agosto 1975[2]; secondo ciclo di 15 puntate, dal 24 febbraio al 14 aprile 1977 (repliche).

## Pubblicazioni
- Francesco Savio, Visione privata. Il film "occidentale" da Lumière a Godard, Roma, Bulzoni, 1972.
- Francesco Savio, Ma l'amore no. Realismo, formalismo, propaganda e telefoni bianchi nel cinema italiano di regime (1930-1943), Milano, Sonzogno, 1975.
- Francesco Savio, Cinecittà anni Trenta. Parlano 116 protagonisti del secondo cinema italiano (3 voll.), Roma, Bulzoni, 1979.